# Lodoletta
Lodoletta és un dramma lirico o òpera lírica en tres actes de Pietro Mascagni. El llibret és de Giovacchino Forzano, i està basat en la novel·la Two Little Wooden Shoes d'Ouida (pseudònim de Marie Louise de la Ramée).

## Composició
Una subhasta de la seva propietat, inclosos els drets musicals de Two Little Wooden Shoes, es va celebrar per satisfer els creditors locals quan Ouida va morir a Itàlia el 1908. Giacomo Puccini va intentar comprar-los, però va ser superat per un comerciant local. Posteriorment, el guanyador els va revendre a una editorial de música, que els va proporcionar a Mascagni perquè la desenvolupés en una òpera.

## Representacions
Es va representar per primera vegada al Teatro Costanzi de Roma el 30 d'abril de 1917 amb Rosina Storchio en el paper principal. L'estrena nord-americana va ser el 12 de gener de 1918 al Metropolitan Opera de Nova York, amb Geraldine Farrar com a Lodoletta i Enrico Caruso com a Flammen.

## Rols
| Rol               | Tipus de veu | Elenc de l'estrena, 30 abril 1917 Director: Pietro Mascagni |
| ----------------- | ------------ | ----------------------------------------------------------- |
| Lodoletta         | soprano      | Rosina Storchio                                             |
| La pazza          | contralto    | Cleofe Braghini                                             |
| Maud              | soprano      | Luigia Pieroni                                              |
| La vanard         | soprano      | Ida De Filippis                                             |
| Flammen           | tenor        | Giuseppe Campioni                                           |
| Giannotto         | baríton      | Enrico Molinari                                             |
| Franz             | baritone     | Leone Paci                                                  |
| Antonio           | baix         | Augusto Dadò                                                |
| Una veu/un carter | tenor        | Ettore Bonzi                                                |

## Argument
L'òpera està ambientada el 1853 a Holanda i París.
Lodoletta, una òrfena neerlandesa, i Flammen, un artista, són amants, però ella el deixa quan ell li suggereix que haurien de viure junts. Després que ell es traslladi a París, ella canvia d'opinió i el segueix, arribant finalment a casa seva la nit de Cap d'Any, malalta i amb parracs. Veient una festa brillant a l'interior, s'adona que habiten en mons diferents i s'ensorra a la neu. Delirant, imagina que ell l'està besant i, en l'ària final, "Flammen perdonami", li demana perdó mentre mor d'esgotament.